# Mojzes
Mójzes (hebrejsko מֹשֶׁה, moderna hebrejščina Moshe, tiberijska vokalizacija Mōšéh, ISO 259-3 Moše; klasičnosirsko ܡܘܫܐ, latinizirano: Moushe; arabsko موسى, latinizirano: Mūsā) je bil, glede na Biblijo, Koran in bahajstvo, verski vodja, zakonodajalec in prerok. Tradicionalno mu je pripisano avtorstvo Tore. Verjetno je živel v 13. stoletju pr. n. št.
V hebrejščini ga imenujejo Moshe Rabbenu (hebrejsko מֹשֶׁה רַבֵּנוּ), kar pomeni »Mojzes naš učitelj« in je najpomembnejši prerok v judovstvu, prav tako je pomemben prerok v krščanstvu, islamu in drugih abrahamskih religijah.
Mojzesov obstoj kot tudi verodostojnost Prve Mojzesove knjige sta predmet razprav med arheologi in egiptologi ter strokovnjaki za biblično kritiko. Navajajo logične nedoslednosti, nove arheološke in zgodovinske dokaze ter povezane izvorne mite iz kanaanske kulture. Drugi zgodovinarji vztrajajo, da biografski detajli in egipčansko ozadje, pripisano Mojzesu, nakazujejo obstoj zgodovinskega in verskega voditelja, ki je bil povezan z utrditvijo hebrejskih plemen v Kanaanu ob koncu bronaste dobe.
Glede na 1. Mojzesovo knjigo se je Mojzes rodil, ko se je njegov narod namnožil in je egiptovskega faraona zaskrbelo, da bi lahko pomagal egiptovskim sovražnikom. Ko je faraon naročil pobiti judovske novorojence, je Mojzesova mati Johebeda svojega sina skrila. Otroka je našla pripadnica faraonove družine. Potem, ko je ubil nadzornika sužnjev, je preko Rdečega morja zbežal v Midjan, kjer je srečal Jahveja v obliki 'gorečega grma'.
Bog je poslal Mojzesa nazaj v Egipt, da bi zahteval osvoboditev Izraelcev. Po desetih egiptovskih nadlogah je Mojzes vodil 'eksodus' − beg Izraelcev iz Egipta. Šli so čez Rdeče morje in se utaborili pod goro Sinaj, na kateri je prejel deset božjih zapovedi. Po štiridesetih letih potovanja po puščavi je Mojzes umrl s pogledom na 'obljubljeno deželo'.
Rabinsko judovstvo navaja, da je Mojzes živel 1391–1271 pr. n. št., Sveti Hieronim kot leto rojstva navaja 1592 pr. n. št., James Ussher pa 1619 pr. n. št.

## Ime
Biblično besedilo razlaga, da je ime Mošeh משה izpeljano iz besednega korena mšh משה »izvleči«, v 2 Mz 2,10: »[...] in mu dala ime Mojzes (משה). Rekla je namreč: »Iz vode sem ga potegnila (משיתהו).«
Ime je povezano z 'izvleči' v trpni obliki – 'ta, ki je bil izvlečen'. Tisti, ki se odmikajo od tradicionalne razlage, izpeljujejo ime iz enakega korena, vendar v tvorni obliki – 'tisti, ki izvleče iz' v smislu 'rešitelja, odrešenika'. Oblika imena, kakor je zapisana v Mazoretskem besedilu je pričakovana oblika tvornega deležnika v biblični hebrejščini. Jožef Flavij je zagovarjal egipčansko etimologijo in nekateri strokovnjaki, ki so sledili njegovi izpeljavi imena iz koptskega izraza mo, »voda«, in `uses, »rešiti, odrešiti«, predlagajo pomen »rešen iz vode«.
Drugi povezujejo ime z egipčanskim ms, kakor je v Tuth-mose in Ra-messes in pomeni »rojen« ali »otrok«.
V slovenščini je bila nekoč v rabi različica Mojzeš.

## Biblična pripoved
V hebrejski bibliji je Mojzesovo življenje opisano v 2., 3., 4. in 5. Mojzesovi knjigi. Glede na 2. Mojzesovo knjigo je bil Mojzes Amrámov sin, član izraelskega plemena Levitov, ki je izviralo od Jakoba in njegove žene Rebeke. Mati Johébeda je bila krvna sorodnica Amramovega očeta Kehata (2 Mz 6,29). Mojzes je imel 7 let starejšo sestro Mirjam in 3 leta starejšega brata Arona. Glede na 1 Mz 46,11 je Amramov oče Kehat emigriral v Egipt v 70. letu Jakobovega gospodarstva. Mojzes je bil del druge generacije Izraelcev, rojenih v Egiptu (1 Mz 46).
Glede na 2. Mojzesovo knjigo se je Mojzes rodil v času, ko je neimenovani egiptovski faraon ukazal, da morajo vse izraelske novorojence moškega spola utopiti v Nilu. Johebeda, žena levita Amrama, je rodila sina in ga skrivala 3 mesece. Ko ga ni mogla več varovati, ga ni mogla predati, da bi ga ubili. Raje ga je položila v košaro iz papirusa, ki jo je namazala z ilovico in smolo. Košaro z otrokom je postavila v trstičevje na Nilovem nabrežju.
Mojzesova sestra Mirjam je opazovala košaro, ko se je prišla kopat faraonova hči s svojimi služabnicami. Opazila je otroka v košari in njena služabnica je šla ponj. Mirjam je šla naprej in prosila faronovo hčer, če bi smela otroka dojiti Hebrejka. Tako so Johebedo zaposlili kot otrokovo dojiljo. Mojzes je zrastel in vrnili so ga faraonovi hčeri. Postal je njen sin in dala mu je ime Mojzes (2 Mz 2,9-10).

### Pastir v Midjanu
Ko je dosegel odraslost, je videl, kako Egipčan pretepa Hebrejca. Ubil je Egipčana in njegovo truplo zakopal v pesek. Kmalu je spoznal, da se je zadeva razvedela in da ga bo faraon verjetno dal usmrtiti. Zato je čez Sinajski polotok zbežal iz Egipta.
V Midjanu se je ustavil, da je sedem pastiric obvaroval pred skupino nasilnih pastrijev. Oče pastiric, Reguél, ga je posinovil. Svojo hčer Ciporo mu je dal za ženo in ga postavil za nadzornika svojih čred.
Mojzes je v Midjanu živel kot pastir štirideset let. V tem času se mu je rodil sin Geršom. Nekega dne je Mojzes vodil svojo čredo na goro Horeb (2 Mz 3). To je drugo ime za goro Sinaj, ki je verjetno eden od dveh gorskih vrhov na jugu Sinajskega polotoka. Tam je Mojzes videl goreči grm, ki je gorel, vendar ni zgorel. Ko je prišel bližje, mu je Bog spregovoril iz grma in mu razodel svoje ime.

### Egipt: nadloge in eksodus
Bog je ukazal Mojzesu, naj gre v Egipt in svoje rojake reši iz suženjstva (2 Mz 4,2–9). Na poti je Bog skoraj ubil Mojzesa, ker njegov sin ni bil obrezan. Na poti je srečal svojega starejšega brata, Arona, ki mu je šel naproti. Ko sta prišla v Egipt, ju je njun zatiran narod poslušal. Verjeli so Mojzesu in Aronu, ko so videli znamenja, ki so se zgodila pred njihovimi očmi (2 Mz 4,20–31).
Mojzes in Aron sta šla k faraonu in mu povedala, da Gospod, Izraelov Bog, hoče, da faraon dovoli Izraelcem praznovati v puščavi. Mojzes je bil nespreten govornik, zato je namesto njega govoril Aron. Faraon je odgovoril, da ne pozna njihovega boga in jim ne bo dovolil oditi. Znova sta odšla k faraonu in Mojzesovo palico spremenila v kačo, vendar so faraonovi čarovniki s svojimi palicami naredili enako. Nato sta ga srečala na obrežju Nila in spremenila vodo v kri, vendar so lahko faraonovi čarovniki naredili enako (2 Mz 8,13-15).
Mojzes je dosegel četrto srečanje. Aron je priklical žabe iz Nila, da so preplavile Egipt, vendar so faraonovi čarovniki lahko storili enako. Faraon je prosil Mojzesa, naj umakne žabe in obljubil, da bo v zameno dovolil Izraelcem praznovati v puščavi. Faraon si je nato premislil in slednjega ni dovolil (2 Mz 8,13-15).
Faraon je dovolil Hebrejcem oditi potem, ko je Mojzesov Bog poslal deset nadlog nad Egipčane. Tretja in četrta sta bili komarji in muhe, peta je bila kuga na egipčanskem govedu, volih, kozah, ovcah, kamelah in konjih. Šesta so bili tvori na koži Egipčanov. Sedma nadloga je bila toča in grom, osma so bile kobilice, deveta popolna tema. Deseta nadloga je bila pomor egiptovskih prvorojencev. Ta teror je prevzel Egipčane, da so dovolili Hebrejcem oditi. Teh dogodkov se Izraelci spominjajo kot mimohoda – pomor je šel mimo hiš Izraelcev, medtem ko je udaril Egipčane.

### Prečkanje Rdečega morja
Mojzes je vodil svoje ljudstvo proti vzhodu, na dolgo potovanje proti Kanaanu. Sprevod se je premikal počasi in preden so prečkali mejo z Egiptom, so se morali trikrat utaboriti. Nekateri menijo, da je bilo to ob Mrtvem morju, drugi, da so bili tako južno kot je severni del Rdečega morja. Medtem si je faraon premislil in poslal za njimi veliko vojsko.
Izraelci so obupovali, saj so bili ujeti med vojsko in morje, vendar 2. Mojzesova knjiga opisuje, da je Bog razdelil vode, da so lahko varno prečkali po suhem. O tej vrstici je spor, odkar so ugotovili, da je zgodnji prevod besedno zvezo Yam Suph prevedel kot Rdeče morje. Pomen te besede je morje trstik. V zgodbi o eksodusu se nanaša na jezersko in močvirnato področje med Sueškim zalivom in Sredozemskim morjem (območje Sueškega prekopa). Ko jim je egipčanska vojska hotela slediti, je Bog dovolil vodam, da so se vrnile in jo utopile.
Izraelci so tri dni hodili ob pustinji Šur, ne da bi našli vodo. Nato so prišli v Elim, kjer je bilo dvanajst izvirov in sedemdeset palm. Odrinili so iz Elima in po petinštiridesetih dneh dosegli divjino Sina med Elimom in Sinajem.
Od tam so dosegli planjavo Refidim, s čimer so zaključili prečkanje Rdečega morja.

### Gora Sinaj in deset zapovedi
Glede na Biblijo je Mojzesa po prečkanju Rdečega morja in vodenju Izrealcev v puščavo Bog poklical na goro Sinaj, včasih opisano kot goro Horeb. Tam je Mojzes prvič govoril z gorečim grmom, pasel drobnico svojega tasta Jitra in kasneje priklical vodo z udarjanjem palice ob skalo in usmerjal bitko z Amalekom.
Mojzes je ostal na gori štirideset dni in noči. V tem obdobju je neposredno od Boga dobil deset zapovedi. Nato se je spustil z gore, da bi ljudstvu posredoval zapovedi. Ko je prišel do ljudstva, je videl, da greši zaradi češčenja zlatega teleta. V hudi jezi je Mojzes zlomil plošči z zapovedmi (2 Mz 32,19) in ukazal svojemu plemenu (Levitom), da gre v tabor in ubije vsakega, vključno z družino in prijatelji (2 Mz 32,27). Leviti so ubili okrog 3.000 ljudi, med njimi tudi otroke (2 Mz 32,28). Bog je kasneje ukazal Mojzesu napisati novi plošči, ki bosta nadomestili zlomljeni (2 Mz 34,1, 2 Mz 34,27–28). Zato je ponovno šel na goro, za novo obdobje štiridesetih dni in noči. Ko se je vrnil, je ljudstvu končno dal zapovedi.
V judovski tradiciji je Mojzes poimenovan zakonodajalec, ker je ljudstvu predal deset zapovedi.

### Leta v puščavi
Ko so prispeli v Marah, je bila voda grenka, zato so se pritoževali čez Mojzesa, zato je v vodo posadil drevo in postala je sladka (2 Mz 15,23–25). Kasneje je začelo zmanjkovati zalog in zopet so se pritoževali čez Mojzesa in Arona. Rekli so, da bi raje umrli v Egiptu, vendar je Bog poskrbel zanje tako, da je zjutraj z neba padala mana, zvečer pa so imeli prepelice. Ko so se utaborili v Refidimu, niso imeli vode, zato so govorili: »Zakaj sta naju privedla iz Egipta, da nas, naše otroke in našo živino pobije žeja?« Mojzes je s palico udaril ob skalo in pritekla je voda (2 Mz 17,1–7).
Amalečani so prispeli in napadli Izraelce. V odgovor je Mojzes ukazal Jozuetu, naj može vodi v boj, medtem ko je stal na hribu z božjo palico v rokah. Kakor dolgo je držal palico kvišku, je Izrael zmagoval, kadar je povesil roke, se je potek bitke obrnil v prid Amalečanov. Ker se je Mojzes utrudil, sta ga Aron in Hur posedla na skalo. Aron mu je držal eno roko, Hur drugo, in Izraelci so premagali Amalek(2 Mz 17,8–13).
Jitro, Mojzesov tast, je prišel obiskat Mojzesa in s sabo pripeljal njegovo ženo in sinova. Potem, ko je Mojzes povedal Jitru, kako so Izrealci pobegnili iz Egipta, je ta šel darovat Gospodu in nato jedel kruh s starešinami. Naslednji dan je opazoval, kako je Mojzes od jutra do noči razsojal med ljudmi in mu predlagal, naj za manjše zadeve postavi sodnike. Mojzes je predlog upošteval (2 Mz 18).
Ko so Izraelci prispeli do Sinaja, so se utaborili blizu gore. Mojzes je zapovedal ljudem, naj se gore ne dotikajo. Ustno (ne še v obliki plošč) je prejel deset zapovedi in druge moralne zakone. Nato je na goro vzel Arona, Nadaba, Abijo in sedemdeset starešin, da bi videli Boga Izraela. Preden se je povzpel na goro, da bi prejel plošči, je naročil starešinam, naj vprašanja, ki se bodo pojavila, posredujejo Aronu ali Huru.
Ko je Mojzes na gori Sinaj prejemal navodila o zakonih za skupnost Izraelcev, so ti šli k Aronu in prosili, če si smejo narediti bogove. Ko je Aron od ljudstva prejel zlate uhane, je naredil zlato tele in rekel: »To so tvoji bogovi, Izrael, ki so te izpeljali iz Egipta.« »Svetost boga« je bila razglašena za naslednji dan, začela se je zjutraj z žrtvovanji, ki jim je sledilo veseljačenje.
Potem, ko je Mojzes prepričal Gospoda, naj ne uniči Izraelcev, je sestopil z gore in srečal Jozueta. Mojzes je uničil tele in grajal Arona za greh, ki ga je povzročil nad ljudstvom. Ko je videl, da ljudstva ni mogoče nadzorovati, je šel do vhoda v tabor in rekel: »Kdo je na GOSPODOVI strani? Naj pride k meni.« Vsi Levijevi sinovi so se zbrali okrog Mojzesa, ki jim je naročil, naj gredo od vrat do vrat in pokončajo malikovalce (2 Mz 32).
Glede na zadnje poglavje 2. Mojzesove knjige je bil zgrajeno svetišče, postavljen je bil zakon o duhovništvu, načrt utaboritve je bil izdelan za Levite in neduhovniška plemena, in svetišče je bilo posvečeno. Mojzes je dal osem molitvenih zakonov, ki naj se izvajajo v svetišču. Ti zakoni so obsegali svetlobo, kadilo in žrtvovanje.
Mirjam in Aron sta govorila proti Mojzesu zaradi njegove poroke z Etiopijko. Mirjam je bila sedem dni kaznovana z gobavostjo(4 Mz 12,1–15).

#### Puščava Paran
Ljudstvo je zapustilo Hazerot in se utaborilo v puščavi Paran (4 Mz 12,16). Ta leži blizu Kadeš Barnee, na severu Sinajskega polotoka, južno od Kanaana. Mojzes je poslal dvanajst vohunov v Kanaan kot izvidnike, vključno z najbolj znamenitima Kalebom in Jozuetom. Po štiridesetih dneh so se vrnili v tabor in s sabo prinesli grozdje in druge proizvode kot znamenja rodovitnosti dežele. Čeprav so se vsi vohuni strinjali, da so viri dežele osupljivi, sta bila samo dva od dvanajstih vohunov (Jozue in Kaleb) pripravljena osvojiti deželo. Njuno mnenje ni bilo priljubljeno, zato sta bila skoraj kamenjana. Ljudstvo je začelo jokati in se je želelo vrniti v Egipt (4 Mz 13–14).
Mojzes je zavrnil možnost popolnega uničenja Izraelcev in nastanka velike nacije iz njegovih lastnih potomcev. Namesto tega je povedal ljudstvu, da bodo štirideset let tavali po puščavi, dokler ne bodo vsi, ki so stari 20 let ali več in so zavrnili vstop v Kanaan, umrli; njihovi otroci pa bodo vstopili in osvojili Kanaan. Zgodaj naslednje jutro so Izraelci rekli, da so grešili in da sedaj hočejo osvojiti Kanaan. Mojzes jim je rekel, naj tega ne delajo, vendar so se odločili, da ga ne bodo ubogali in bodo vstopili v Kanaan. Amalečani in Kanaanci so napad odbili.
Rubenovo pleme, ki so ga vodili Korah, Datan, Abiram in dvesto petdeset izraelskih princev, so obtožili Mojzesa in Arona, da sta se postavila čez ljudstvo. Mojzes jim je povedal, naj pridejo naslednji teden s kadilnico za vsakega moža. Datan in Abiram sta zavrnila, da bi prišla na Mojzesov poziv. Mojzes je šel na prostor, kjer so bili Datanovi in Abiramovi šotori. Potem, ko je Mojzes govoril, se je odprla zemlja in pogoltnila Datanove in Abiramove šotore in se nato zaprla. Ogenj je pogoltnil dvesto petdeset mož s kadilnicami. Mojzes je vzel kadilnice in jih pretopil v plošče, s katerimi je prekril oltar. Naslednji dan so prišli Izraelci in obtožili Mojzesa in Arona, da sta pobila svoje rojake. Nad ljudi je prišla kuga, ki je pomorila 14.700 ljudi in se je končala šele, ko je šel Aron med ljudmi s svojo kadilnico (4 Mz 16).
Da bi preprečil nadaljnje godrnjanje in trajno uredil zadeve, je Mojzes na palico vsakega vodilnega princa nelevitskih plemen napisal njegovo ime in jih položil v svetišče. Tudi na Aronovo palico je napisal njegovo ime in jo položil v svetišče. Naslednji dan, ko je vstopil v svetišče, je Aronova palica vzbrstela, cvetela in rodila mandeljne (4 Mz 17,1–8).

#### Severno v Kannan
Potem, ko so zapustili Sinaj, so se Izraelci utaborili v Kadešu. Po številnih pritožbah je Mojzes drugič udaril po skali in pritekla je voda. Mojzes in Aron nista izkazala Gospodu svetosti, zato nista smela vstopiti v obljubljeno deželo (4 Mz 20,1–13). To je bilo drugič, da je Mojzes udaril po skali, da je pritekla voda; oba kraja se zato verjetno imenujeta Meriba.
Sedaj so bili pripravljeni vstopiti v Kanaan, vendar so opustili idejo, da bi napadli Kanaance v Hebronu, v mestu v južnem delu Kanaana. Vohuni so jih obvestili, da so Kanaanci premočni, zato so se odločiti obiti Hebron tako, da bodo šli vzhodneje, okrog Mrtvega morja. Šli so skozi Edom, Moab in Amon. Ta tri plemena so Hebrejci obravnavali kot Izraelce, Lotove potomce, in jih zato niso mogli napasti (4 Mz 21,4–9).
Kljub temu so bili tekmeci, in Izraelcem niso dovolili, da bi prečkali njihovo ozemlje. Zato je Mojzes vodil svoje ljudstvo vzdolž vzhodne meje Edoma, kar je najjužneje od teh ozemelj. Medtem, ko so Izraelci potovali okrog Edoma, so se pritoževali glede mane. Potem, ko je mnogo ljudi umrlo, ker so jih pičile strupene kače, je Mojzes naredil bronasto kačo in jo pritrdil na drog. Tisti, ki jih je pičila kača in so se ozrli na bronasto kačo, niso umrli.
Glede na biblično Knjigo kraljev je ta bronasta kača obstajala, dokler je ni kralj Hezekija uničil, saj so jo nekateri častili kot idola. Ko so dosegli Moab, je bilo razkrito, da so Moabce napadli in porazili Amoriti, ki jih je vodil kralj Sihon. Amoriti so bili nehebrejsko kanaansko ljudstvo, ki so nekoč vladali na območju rodovitnega polmeseca. Ko je Mojzes prosil Amorite za prehod in so ga zavrnili, jih je napadel (ker so bili Nehebrejci, Izraelci niso imeli pomislekov glede napada), verjetno oslabljene zaradi spopada z Moabci, in jih porazil.
Izraelci, ki so sedaj posedovali območje Amoritov južno od Moaba, so hoteli razširiti svoje ozemlje. Hoteli so zavzeti Bašan, rodovitno območje severno od Amona, ki je slovelo po hrastih in govedu. Tam je kraljeval Og. Kasnejše rabinske legende pripovedujejo, da je Og preživel vesoljni potop; da je bil na barki in da ga je hranil Noe. Izraelci so se spopadli z Ogovimi silami pri Edreju, na južni meji Bašana, kjer so Izraelci zmagali in zasužnjili vse moške, ženske in otroke teh mest ter jih oplenili.
Balak, kralj Moaba, je slišal za izraelska osvajanja in se zbal, da je njegovo ozemlje naslednje. Zato je poslal moabske in midjanske starešine k Bileamu (mogočnemu in spoštovanemu preroku), sinu Beorja, da bi prišel in preklel Izraelce. Bileamov kraj je nejasen. Bileam jim je poslal sporočilo, da lahko stori le, kar mu je Bog ukazal, in Bog mu je preko sanj povedal, naj ne gre. Moab je poslal višje duhovnike in ponudil Bileamu časti, in Bog je rekel Bileamu, naj gre z njimi.
Bileam se je z dvema služabnikoma odpravil k Balaku, vendar mu je angel to poskusil preprečiti. Najprej je angela videl le osel, ki ga je jezdil Bileam. Ko je začel kaznovati osla, ker se ni hotel premikati, je osel čudežno dobil moč, da je spregovoril Bileamu in se pritožil zaradi njegovega ravnanja. V tem trenutku je Bileam lahko videl angela, ki ga je informiral, da je bil osel edini razlog, da angel ni ubil Bileama. Bileam je takoj obžaloval, vendar mu je bilo rečeno, naj gre naprej.
Bileam je šel z Balakom in prišla sta v Kirját Hucót. Šla sta na visoka področja Bamót Báala in žrtvovala na sedmih oltarjih. Bileam je od Boga dobil prerokbo, ki ga je povezovala z Balakom. Prerokba je blagoslavljala Izrael. Balak je protestiral, vendar ga je Bileam opomnil, da lahko govori le besede, ki mu jih Bog položi v usta, zato ga je Balak peljal na drug visok prostor na Pisgi, da bi poskusil znova. Tukaj sta postavila novih sedem oltarjev in žrtvovala na vsakem od njih. Bileam je dobil novo prerokbo, ki je blagoslavljala Izrael.
Bileam je zelo prestrašen Balak kočno odpeljal v Peor in je, po sedmih žrtvovanjih, sprejel odločitev, da ne bo iskal navdušenja, ampak na Izraelce pogledal z vrha. Božji duh je prišel nad Bileama in mu dal tretjo pozitivno prerokbo glede Izraela. Balakova jeza je zrasla do točke, ko je zagrozil Bileamu, vendar je ta ponudil zgolj napoved usode.
Bileam je pogledal na Kenite in Amalekite in ponudil dve novi napovedi usode. Balak in Bileam sta šla na svoja domova. Kasneje je Bileam obvestil Balaka in Midjance, da morajo zavesti Izraelce v idolatrijo, če jih hočejo premagati v kratkem času. Midjanci so poslali čudovito žensko v izraelski tabor, da je zapeljala mlade moške v idolatrijo in namen se je izkazal kot uspešen.
Bog je ukazal Mojzesu, da z obešenjem kaznuje vsakega, ki je bil udeležen pri idolatriji. Mojzes je ukazal sodnikom, da izvedejo masovni poboj. Istočasno je eden od Izraelcev pripeljal domov midijansko žensko. To je videl Aronov vnuk Pinhás in s kopjem prebodel Midjanko in Izraelca, da bi odvrnil božjo jezo. V tem času je kuga že pomorila 24.000 Izraelcev. Mojzesu je bilo rečeno, da bo Pinhas in njegov rod prejel obljubo večnega duhovništva, saj je od Izraela odvrnil božjo jezo.
Potem, ko je Mojzes popisal ljudstvo, je poslal vojsko, da bi maščeval zlo, ki so ga Izraelcem prinesli Midjanci. 4 Mz 31 pripoveduje, da je Mojzes naročil Izraelcem, naj pobijejo vse midjanske ženske, dečke in nedeviška dekleta, čeprav si so device razdelili vojaki. Izraelci so ubili Bileama in 5 midjanskih kraljev: Evija, Rekema, Curja, Hura in Reba.
Mojzes je določil Jozueta, Nunovega sina, da ga nasledi kot voditelja Izraelcev. Mojzes je umrl star 120 let.

### Smrt
Mojzes je bil posvarjen, da mu ne bo dovoljeno voditi Izraelcev čez reko Jordan zaradi prestopka pri vodah Meribe (5 Mz 32,51), ampak bo umrl na vzhodnih bregovih (5 Mz 20,12). Zato je zbral plemena in jim povedal poslovilne govore, ki tvorijo 5. Mojzesovo knjigo.
Ko je končal, je zapel pesem in blagoslovil ljudstvo. Šel je na goro Nebo, na vrh Pisge, gledal obljubljeno deželo Izrael, ki se je razširjala pred njim in umrl. Glede na talmudsko legendo je umrl 7. adarja, točno na svoj stodvajseti rojstni dan. Bog sam ga je pokopal v neznani grob v dolini v deželi Moab, nasproti Bet Peórju (5 Mz 34,6).
Mojzes je bil človeško orodje v oblikovanju izraelskega naroda; posredoval mu je Toro. Bil je bolj ponižen kot katerikoli drug človek (3 Mz 12,3), užival je edinstvene privilegije, zato »ni več vstal prerok v Izraelu, enak Mojzesu, ki ga je GOSPOD poznal iz obličja v obličje« (5 Mz 34,10).

## Mojzesov zakon
Knjiga kraljev opisuje, kako je bil v templju, med vladavino kralja Jošije (641–609 pr. n. št.), odkrit Mojzesov zakon . To knjigo večinoma definirajo kot zgodnjo različico 5. Mojzesove knjige, verjetno poglavja od 5 do 26 in poglavje 28. To besedilo vsebuje mnoge zakone, ki jih uvrščajo v 8. stoletje pr. n. št., v čas Judovega kraljestva. Takrat je manjšinska jahvistična frakcija aktivno napadala glavni tok politeizma, čemur je sledila ustanovitev uradne monolatrije Boga Izraela pod kraljem Jošijem v poznem 7. stoletju pr. n. št.
Zakon, pripisan Mojzesu, posebno zakoni v 5. Mojzesovi knjigi, je postal superioren nad vsemi drugimi viri avtoritete (kralj in njegovi uradniki) in levitski duhovniki so bili varuhi in razlagalci zakona.
5. Mojzesova knjiga (5 Mz 31,9 in 5 Mz 31,24–26) opisuje, kako Mojzes piše Toro na zvitek in jo položi poleg skrinje zaveze. Podobne vrstice vključujejo na primer 2 Mz 17,14: »Zapiši to za spomin v knjigo in povej Józuetu, da bom docela izbrisal spomin na Amáleka izpod neba«, 2 Mz 24,4: »Mojzes je zapisal vse GOSPODOVE besede. Potem je zjutraj zgodaj vstal in postavil oltar pod goro in dvanajst spominskih kamnov za dvanajst Izraelovih rodov«, 2 Mz 34,27: »Potem je GOSPOD rekel Mojzesu: »Zapiši te besede, kajti z njimi sklepam zavezo s teboj in z Izraelom!« in 3 Mz 26,46: »To so zakoni, odloki in postave, ki jih je GOSPOD na Sinajski gori po Mojzesovi roki postavil med seboj in Izraelovimi sinovi.«
Na podlagi te tradicije je Mojzesov zakon postal referenca za celotno pravno vsebino Peteroknjižja, ne le 10 zapovedi, ki so z Mojzesom eksplicitno povezane v biblični pripovedi.
Vsebina tega zakona je bila izluščena in zapisana v Rabinskem judovstvu kot 613 Mitzvot. V pozni antiki je tradicija Mojzesa kot vira zakonov v Peteroknjižju spodbudila tradicijo Mojzesove avtoritete – interpretacije celotne Tore kot Mojzesovega dela.

## Mojzes v helenistični literaturi
Nebiblični zapisi o Judih s sklici na Mojzesovo vlogo so se prvič pojavili v začetku helenistične dobe, v zenitu grškega vpliva na starodavni svet, od 323 pr. n. št. do okrog 146 pr. n. št. Shmuel opaža, da je značilnost te literature visoka čast, s katero so prikazani ljudje Vzhoda v splošni in posameznih skupinah med temi narodi.:1102
Poleg judovsko-rimskih in judovsko-helenističnih zgodovinarjev Artapana Aleksandrijskega, Evpolemeja, Jožefa Flavija in Fila, je bilo nekaj nejudovskih zgodovinarjev, ki so omenjali Mojzesa. To so bili med drugimi Hekataj (citiral ga je Diodor Sicilski), Aleksander Polihistor, Maneto, Apion, Karemon Aleksandrijski, Tacit in Porfirij. Neznano je, v kolikšnem obsegu se vsak od njih naslanja na zgodnejše vire.:1103 Mojzes se pojavlja tudi v drugih religioznih besedilih kot je Mišna (okrog leta 200), Midraš (200–1200) in v Koranu (610–653).
Osarsef je v helenističnem zgodovinopisju uporniški egipčanski duhovnik, ki je vodil vojsko gobavcev proti faraonu, bil izgnan iz Egipita in si je ime spremenil v Mojzes.
Hekataj
Najzgodnejši ohranjen sklic na Mojzesa v grški literaturi je v Egiptovski zgodovini Hekataja (4. stol. pr. n. št.). Vse, kar je ostalo od njegovih opisov Mojzesa, sta dva sklica na Diodorja Sicilskega, kjer, kakor piše zgodovinar Arthur Droge, »opisuje Mojzesa kot modrega in pogumnega voditelja, ki je zapustil Egipt in koloniziral Judejo.«:18 Med mnogimi dosežki, ki jih opisuje Hekataj, je Mojzes ustanovil mesta, osnoval tempelj in religiozni kult ter postavil zakone:
Po ustanovitvi naselbin v Egiptu v zgodnjem času, ki je bil, glede na mitološko štetje, obdobje bogov in herojev, je bil prvi, ki je prepričal množice, naj uporabljajo napisane zakone Mneves [Mojzes]. To je bil mož, ki ni bil le velik duh, ampak je imel za časa svojega življenja od vseh imenovanih zakonodajalcev največji čut za skupnost.:18
Droge poudarja tudi, da je Hekatajeva izjava podobna kasnejšim Evpolemejevim.:18
Artapan Aleksandrijski
Judovski zgodovinar Artapan Aleksandrijski (2. stol. pr. n. št.) je prikazal Mojzesa kot kulturnega heroja, oddaljenega od faraonovega dvora. Teolog John Barclay pravi, da Artapanov Mojzes »jasno nosi usodo mnogih Judov in v svoji osebni, kulturni in vojaški odličnosti prinaša čast vsemu judovskemu narodu.«
Henefrenovo zavidanje Mojzesovih odličnih lastnosti ga je prevedlo do tega, da je poslal Mojzesa z neizurjenimi vojaki v Etiopijo, kjer je osvojil velike zmage. Potem, ko je zgradil mesto Hermopolis, je učil ljudstvo vrednosti ibisa kot zaščitnika pred kačami in ptiča povzdignil kot svetega zaščitnega duha mesta ter uvedel obrezovanje. Vrnil se je v Memfis in učil ljudstvo o pomenu volov za kmetijstvo in Mojzesova posvetitev vola je osnovala Apisov kult. Potem, ko je ušel novi spletki tako, da je ubil napadalca, ki ga je poslal kralj, je pobegnil v Arabijo, kjer se je poročil s hčerjo Raguela [Jitra], gospodarja območja. 
Artapan pripoveduje, kako se je Mojzes vrnil v Egipt z Aronon, bil zaprt in je čudežno pobegnil, in sicer zaradi imena YHWH, da bi vodil eksodus. Nadalje lahko beremo, da so potem vsi egipčanski Izidini templji vsebovali palico, in sicer v spomin na tisto, ki jo je Mojzes uporabljal med čudeži. Artapan opisuje Mojzesa kot 80-letnega človeka, »visokega in rdečkastega, z belimi dolgimi lasmi, in dostojanstvenega.«
Nekateri zgodovinarji izpostavljajo »apologetsko naravo večine Artapanovih del«:40 in dodatne nebiblične podrobnosti, kot je na primer Jitrov opis. Nejudovski Jitro občuduje Mojzesovo uglajenosti in pomoč njegovim hčeram ter se odloči, da ga bo posinovil.:133
Strabon
Strabon, grški zgodovinar, geograf in filozof, je v svoji Geografiji (ok. leta 24) podrobno pisal o Mojzesu. Dojemal ga je kot Egipčana, ki je obsojal razmere v domači deželi in zato pritegnil mnoge, ki so spoštovali božanstvo. Napisal je tudi, da je Mojzes nasprotoval upodabljanju božanstva v obliki človeka ali živali in je bil prepričan, da je božanstvo entiteta, ki usmerja vse – kopno in morje::1132
35. Egipčanski duhovnik, imenovan Mojzes, ki je posedoval del dežele, imenovane Spodnji Egipt, je bil nezadovoljen s tamkajšnjimi ustanovami. Zapustil jo je in prišel v Judejo z veliko skupino ljudi, ki je častila Božanstvo. Izjavljal in učil je, da so Egipčani in Afričani zavzeli napačna stališča, ko so prikazovali Božanstvo pod podobami divjih zveri in goveda s polj in da se prav tako motijo Grki, ko svoje bogove prikazujejo kot ljudi. Bog je lahko tista ena stvar, ki usmerja vse nas, kopno in morje, kar imenujemo nebesa, vesolje, ali narava stvari ...
36. S takšno doktrino je Mojzes prepričal veliko množico prav mislečih ljudi, da so se mu pridružili na prostoru, kjer danes stoji Jeruzalem ...
Strabon v opisovanju zgodovine Judovstva, kakor jo je razumel on, opisuje različne stopnje v njegovem razvoju: od prve stopnje, vključno z Mojzesom in njegovimi direktnim potomstvom, do končne stopnje, kjer »bo Jeruzalemski tempelj obkrožen s sijem svetosti.« Strabonovo pozitivno in jasno razumevanje Mojzesove osebnosti je med bolj simpatičnimi v starodavni literaturi.:1133 Njegov portret Mojzesa je podoben Hekatejevemu pisanju. Ta je »opisal Mojzesa kot moža, ki je izstopal po svoji modrosti in pogumu.«:1133
Egiptolog Jan Assmann zaključuje, da je bil Strabon zgodovinar, »ki je prišel najbližje v opisovanju Mojzesove religije kot monoteizma in kot jasne kontrareligije.« Priznaval je »samo eno božansko bitje, čigar slike si ne moremo predstavljati ... [in] edini način, da se približamo temu bogu, je živeti vrline in pravičnost.«
Tacit
Rimski zgodovinar Tacit (ok. 56–120) se sklicuje na Mojzesa, ko opaža, da je bila judovska religija monoteistična in brez jasne podobe. Historica (ok. 100 n. št.) je njegovo primarno delo, kjer opisuje judovsko filozofijo. V njem je, glede na Murphyja, zaradi judovskega češčenja enega Boga, »postala poganska mitologija zaničevana.« Tacit izjavlja, da je, kljub različnim mnenjem v njegovih dneh, glede na judovsko etničnost, večina njegovih virov v soglasju, da je eksodus bil. Tacit piše, da je faraon Bakenrenef (ali Bocchoris, 720 pr. n. št.–715 pr. n. št.) ki je trpel za kugo, prepovedal Jude kot odziv na prerokbo boga Zeus-Amuna. 
Pisana gruča se je torej zbrala in bila zapuščena v puščavi. Vsi razen enega so polegli med lenobnim žalovanjem. Ta eden, imenovan Mojzes, jim je svetoval, naj ne iščejo pomoči pri bogovih ali ljudeh, saj so jih oboji zapustili, ampak naj raje zaupajo samim sebi, in sprejmejo kot božje vodstvo prvega bitja, od katerega jim bo prišla pomoč v njihovi stiski.
Po tej različici so Mojzes in Judje potovali po puščavi samo šest dni in Sveto deželo zasedli sedmi dan.
Longinus
Septuaginta, grška verzija hebrejske Biblije, je vplivala na Longinusa, ki je morda avtor literarne kritike z naslovom O vzvišenem, čeprav je pravi avtor še vedno neznan. Večina strokovnjakov se strinja, da je avtor živel v času Avgusta ali Tiberija, prvega in drugega rimskega cesarja.
Pisec citira Prvo Mojzesovo knjigo v »stilu, ki predstavlja naravo božanstva na način, ki je primeren njegovi čisti in veliki biti.« Čeprav Mojzesa ne omeni z imenom, ga imenuje »zakonodajalec Judov.« Poleg omembe Cicera je Mojzes edini negrški pisec, citiran v tem delu. Opisan je »celo z veliko večjim občudovanjem kot grški pisci, ki so spoštovali Mojzesa, kot sta Hekatej in Strabon.«:1140
Jožef Flavij
V Judovskih starožitnostih Jožefa Flavija (37– ok. 100) je Mojzes omenjen vseskozi. V 4. poglavju 8. knjige opisuje Salomonov tempelj, znan tudi kot »Prvi tempelj«, v času, ko je bila skrinja zaveze premeščena v novozgrajeni tempelj:  
Ko je kralj Salomon končal ta dela, te velike in lepe zgradbe, in oddal svoje darove za templje, in vse to v času sedmih let, in prikazal svoje bogastvo in urnost v tem pogledu. [...] je prav tako pisal gospodarjem in starešinam Hebrejcev, in naročil, naj se vsi ljudje zberejo v Jeruzalemu - da bi videli tempelj, ki ga je zgradil, in vanj prenesli vanj skrinjo zaveze. Šotorski praznik se je odvijal isti čas kot se je povabilo razširilo med vsemi ljudmi. To je bil praznik, ki je bil za Hebrejce najsvetejši in največji. Prenesli so skrinjo in šotor, ki ga je zgradil Mojzes, in vse posodje, ki so ga uporabljali za bogoslužje, v tempelj. Sedaj je skrinja vsebovala le dve kamniti plošči z desetimi zapovedmi, ki jih je Bog govoril Mojzesu na gori Sinaj, in so bile vklesane nanje.
Feldman pravi, da je Jožef Flavij poudarjal, da je Mojzes posedoval »glavne vrline kot so modrost, pogum, zmernost in pravičnost.« Kot peto, dodatno vrlino, vključuje pobožnost. Poudarja Mojzesovo pripravljenost opraviti trdo delo in njegovo dosledno nepodkupljivost. »Če je Platon kralj filozofov, se Mojzes odlikuje kot učitelj.«:130
Numenij
Numenij, grški filozof, doma iz sirskega mesta Apamea, je deloval v 2. polovici 2. stoletja. Zgodovinar Kennieth Guthrie piše, da je »Numenij verjetno edini priznan grški filozof, ki je izrecno študiral Mojzesa, preroka, in Jezusovo življenje.«:194 Ozadje svoje trditve podkrepi tako:
Numenij je bil svetovljan. Ni bil omejen na grške in egiptovske misterije, ampak so mu bili znani tudi miti brahmov in magov. Njegovo znanje in uporaba hebrejskih zapisov ga razlikuje od drugih grških filozofov. Kakor je Homer zanj »pesnik«, je Mojzes »prerok«. Platona opisuje kot »grškega Mojzesa«.:101
Justin
Krščanski svetnik in religiozni filozof Justin (103–165) je napisal enak zaključek kot Numenij. Teolog Paul Blackham pravi, da je Justin Mojzesa dojema kot »bolj vrednega zaupanja, globljega in resničnega, saj je starejši od grških filozofov.« Tako ga citira:
Začel bom z našim prvim prerokom in zakonodajalcem, Mojzesom. Morda veste, da je bil od vseh vaših učiteljev, modrecev, pesnikov, zgodovinarjev, filozofov ali zakonodajalcev najstarejši, kot nam kaže grški zgodovinar, Mojzes, ki je bil prvi religiozni učitelj.

## Zgodovinskost
Glede na dokumentarno hipotezo, ki trdi, ki da je bila Tora napisala v teku sedmih stoletij, lahko tradiciji Mojzesa kot zakonodajalca in kulturnega junaka Izraelcev sledimo v vire 5. Mojzesove knjige (Devteronomij). Viri ustrezajo kraljestvu Juda iz 7. stoletja pr. n. št. Mojzes je osrednji lik v devteronomijskem zapisu o izvoru Izraelcev, zastopan v literarnem stilu elegantnih spominov, ki jih pripoveduje Mojzes. Večinski pogled je, da je se Deveronomist opira na zgodnejše gradivo, morda iz časa združene monarhije. Torej biblična pripoved morda temelji na tradicijah, ki jim lahko sledimo do 10. stoletja, ali okrog štiri stoletja po domnevnem Mojzesovem času. Biblični minimalisti, kot sta Philip Davies in Niels Peter Lemche, obravnavajo eksodus kot fikcijo, ustvarjeno v obdobju Perzijcev ali celo kasneje, brez spomina na zgodovinskega Mojzesa.
Vprašanje zgodovinskosti eksodusa (predvsem o takratnem faraonu, čigar identifikacija bi povezovala biblično zgodbo z egiptovsko kronologijo) je bilo dolgo predmet razprav, vendar brez zaključka. V izkrivljenem poročilu Jožefa Flavija Maneto izjavlja, da je bil Mojzes izvirno Osarsef, uporniški duhovnik, ki je vodil skupino gobavcev od Avarisa (v Bibliji kot Ramzes) (2 Mz 1,11).
Mnogi biblični strokovnjaki so pripravljeni priznati, da je za eksodusom in sinajskimi tradicijami zgodovinsko jedro. Čeprav biblična pripoved dramatizira s prikazovanjem kot edinstvenega dogodka, je bil bolj verjetno to postopen proces migracije. Motiv »egiptovskega suženjstva« odseva zgodovinsko situacijo imperialističnega nadzora Egiptovskega imperija nad Kanaanom po osvajanjih Ramzesa II., ki se je zmanjšal med 12. stol. zaradi pritiska Ljudstev z morja in splošnega kolapsa bronaste dobe. Israel Finkelstein kaže na pojav naselij na osrednjih hribih okrog leta 1200 kot najzgodnejših znanih naselij Izraelcev.
Ciklični vzorec teh višinskih naselij, ki ustreza stanju sosednjih kultur, nakazuje, da so tamkajšnji Kanaanci kombinirali kmetijski in nomadski stil življenja. Ko je bil zaradi invazije ljudstev z morja konec egipčanske vladavine, dežela osrednjih hribov ni več mogla vzdrževati velike nomadske populacije, zato so iz nomadskega načina prešli na stalno naselitev.
Finkelstein izjavlja v isti knjigi, da je bil v obdobju, ki ga za eksodus predlaga večina strokovnjakov, Egipt na višku svoje moči, s serijo utrdb, ki so varovale meje in nadzornih točk, ki so bdele nad potmi v Kanaan. To pomeni, da bi bil eksodus razsežnosti, opisane v Tori, nemogoč.
Medtem ko je splošna pripoved v eksodusa in zavzetja obljubljene dežele morda oddaljeno zasnovana v zgodovinskih dogodkih, figura Mojzesa kot voditelja Izraelcev v teh dogodkih ne more biti podkrepljena. William Dever se strinja s kanaanskim izvorom Izraelcev, vendar dovoljuje med zgodnjimi naseljenci vrhov hribov egipčanske imigrante in dopušča odprto možnost Mojzesu podobne figure v Transjordaniji ok. 1250-1200.
Martin Noth pravi, da sta dve skupini doživeli eksodus in sinajske dogodke, in da sta neodvisno prenesli svoji zgodbi: »biblična zgodba, ki sledi Hebrejcem iz Egipta v Kanaan, izvira iz urednikovega tkanja ločenih tem in tradicij okrog glavnega lika Mojzesa, ki je dejansko nepomembna oseba iz Moaba.«
Kenitska hipoteza, ki jo je predlagal Cornelius Tiele leta 1872, meni, da je Mojzesova figura odsev zgodovinskega midijanskega Jahvejevega duhovnika. Jahvejev kult so Keniti iz južnega Kanaana (Edom, Moab, Midjan) predstavili Izraelcem. Ideja temelji na stari tradiciji (zapisani v Knjigi sodnikov 1,16 in 4,11), da je bil Mojzesov tast midjanski Jahvejev duhovnik, kakor Jahveja ohranja spomin midjanskega izvora božanstva. Medtem ko je vloga Kenitov v prenosu kulta splošno sprejeta, je Tielov pogled na zgodovinsko Mojzesovo vlogo našel manj podpore v moderni znanosti.
William Albright ima bolj naklonjen pogled na tradicionalne poglede na Mojzesa, in sprejema bistvo biblične zgodbe, ki jo vsebuje Biblija, in sicer od 2 Mz 1,8 do 5 Mz 34,12, vendar prepoznava vpliv, ki so ga naredila na pripoved stoletja pisnega in ustnega prenašanja in povzročila večslojne spremembe.

## Mojzes v religioznih tradicijah

### Judovstvo
Bogastvo zgodb in dodatnih informacij o Mojzesu vsebujejo judovski apokrifi in žanr rabinske eksegeze, poznan kot Midraš, kakor tudi primarna dela judovske ustne zakonodaje, Mišna in Talmud. V judovski tradiciji za Mojzesa obstaja več imen in vzdevkov. Midraš identificira Mojzesa kot eno sedmih bibličnih osebnosti, ki so jih klicali z več imeni. Mojzesova druga imena so Jekuthiel (tako ga je klicala mati), Heber (oče), Jered (Mirjam), Avi Zanoah (Aron), Avi Gedor (Kohat), Avi Soco (dojilja), Shemaiah ben Nethanel (Izraelci). Mojzesu so pripisana tudi imena Toviah (kot ime), Levi (kot družinsko ime) (Vayikra Rabbah 1:3), Heman, Mechoqeiq (zakonodajalec) in Ehl Gav Ish (4 Mz 12,3).
Judovski zgodovinarji, ki so živeli v Aleksandriji, kot je bil Evpolemej, so Mojzesu pripisovali, da je Feničane naučil njihove abedece, podobno kot v legendi o Totu. Artapan Aleksandrijski Mojzesa ni izrecno identificiral le z Totom/Hermesom, ampak tudi z grško figuro Musaeus (imenoval ga je »Orfejev učitelj«) in mu pripisoval razdelitev Egipta na 36 območij, od katerih je vsako imelo svojo liturgijo. Princeso, ki je posvojila Mojzesa, je imenoval Meris, ženo faraona Henefresa (Chenephres).
Starodavni viri omenjajo Domnevo o Mojzesu oz. Mojzesovo pričevanje. Latinsko besedilo je v Milanu v 19. stoletju našel Antonio Ceriani in ga poimenoval Domneva o Mojzesu, čeprav se ne sklicuje na domnevo o Mojzesu in ne vsebuje delov Domneve, ki jih citirajo staroveški avtorji. Dejansko je Pričevanje. Incident (med nadangelom Mihaelom in hudičem, ki sta se prepirala za Mojzesovo truplo), ki ga citirajo staroveški avtorji, je prav tako omenjen v Judovem pismu.
Ortodoksni Judje Mojzesa imenujejo Moshe Rabbenu, Eved HaShem, Avi haNeviim zya''a. Definiran je kot »naš voditelj Mojzes«, »božji služabnik« in »oče vseh prerokov«. V njihovem pogledu Mojzes ni prejel le Tore, ampak tudi razodeto (pisno in ustno) in skrito (hokhmat nistar) učenje. To je dalo judovstvu Rašbijev Zohar, Toro Ari haQadoshija in vse, o čemer se razpravlja v Nebeški Ješivi med Ramhalom in njegovimi učitelji). Dojemajo ga kot velikega preroka.
»Da bi doživel 120 let« je postal splošen blagoslov med Judi. Deloma izhaja iz Mojzesove starosti, deloma pa iz tega, da je 120 let zgornja meja starosti za Noetove potomce (ena od interpretacij 1 Mz 6,3).

### Krščanstvo
V Novi zavezi je izmed starozaveznih likov Mojzes najpogosteje omenjen. Navadno je simbol Božjega zakona, kakor je okrepljen in razložen v Jezusovem učenju. Novozavezni pisatelji pogosto primerjajo Jezusove besede in dela z Mojzesovimi, da razlagajo Jezusovo poslanstvo. Apostolska dela (7:39–43, 51–53) povezujejo judovsko zavrnitev Mojzesa ob češčenju zlatega teleta z zavrnitvijo Jezusa, ki se je nadaljevala v tradicionalnem judovstvu.
Mojzes se pojavlja v več Jezusovih sporočilih. Ko ponoči sreča farizeja Nikodema (Jn 3), primerja Mojzesovo dviganje kače v puščavi, na katero so lahko pogledali Izraelci in so bili rešeni z lastnim povzdignjenem (njegova smrt in vstajenje) – ljudje lahko pogledajo nanj in bodo rešeni. V Jn 6 Jezus odgovori na trditve ljudi, da je Mojzes priskrbel mano v puščavi, da to ni bil Mojzes, ampak Bog. Sebe imenuje »kruh življenja« in tako izjavlja, da je on tisti, ki je bil predviden biti hrana Božjega ljudstva. Mojzes je skupaj z Elijem prisoten pri spremenjenje na gori, kakor ga opisujejo trije evangeliji (Mt 17, Mr 9, Lk 9).
Kasnejši kristjani so našli številne druge vzporednice med življenjem Mojzesa in Jezusa do obsega, da je Jezus »drugi Mojzes«. Na primer, Jezusov pobeg pred Herodovim pomorom v Betlehemu primerjajo Mojzesovemu pobegu pred faraonovem načrtu obiti hebrejske otroke. Te vzporednice v Bibliji niso omenjene.
Mojzesova pomembnost se v modernem krščanstvu ni zmanjšala. V več Cerkvah ga obravnavajo kot svetnika. Kot preroka se ga spominjajo v koledarjih Vzhodne pravoslavne cerkve, Rimskokatoliške cerkve in Evangeličanskih cerkva in sicer 4. septembra. Kot praočaka se ga 30. julija spominja koledar svetnikov Armenske apostolske cerkve.

### Mormonstvo
Pripadniki Cerkve Jezusa Kristusa svetih iz poslednjih dni (imenovani tudi mormoni) imajo na Mojzesa podoben pogled kot kristjani. Poleg biblične zbirke Mojzesovih knjig imajo tudi Izbrana poglavja iz Mojzesovih knjig kot del svojega skripturalnega kanona. Verjamejo, da so ta knjiga prevedena Mojzesova dela in so vključena v Biser velike vrednosti (Pearl of Great Price).
Mormoni so edinstveni v verovanju, da je bil Mojzes vzet v nebesa, ne da bi spoznal smrt. Joseph Smith mlajši in Oliver Cowdery sta izjavila, da se jima je 3. aprila 1836 Mojzes prikazal v Kirtland templju v glorificirani, nesmrtni, fizični obliki in jima poklonil »ključe združevanja Izraelcev z vseh štirih strani sveta, in vodenje desetih plemen iz severne dežele.«

### Islam
V Koranu je Mojzes omenjen večkrat kot kdorkoli drug. Njegovo življenje je opisano in povzeto večkrat kot življenje kateregakoli islamskega preroka.
Mojzes je opisan podobno kot prerok Mohamed in njegov značaj izkazuje nekatere od glavnih tem v islamski teologiji, vključno z moralno injunkcijo o podreditvi Bogu. V Koranu je Mojzes definiran tako kot prerok (nabi) in sporočevalec (rasul). Slednji termin sporoča, da je bil eden tistih prerokov, ki so prinesli religiozne zapise in zakone svojemu ljudstvu.
Huston Smith (1991) razlaga koranska srečanja v nebesih med Mojzesom in Mohamedom in trdi, da »so bila ključni dogodki v Mohamedovem življenju« in so vodili v 5 dnevnih molitev muslimanov.
V Koranu je Mojzes omenjen 502-krat. Večino ključnih dogodkov iz Mojzesovega življenja, ki so v Svetem pismu, je mogoče najti v več surah, vključno z zgodbo o srečanju s Khidrom, ki je v Svetem pismu ni.
V koranskih zapisih o Mojzesu je Johebeda tista, ki ji bog ukaže, naj Mojzesa skrije v ladjo in ga da na Nil; tako ga je popolnoma prepustila v božje varstvo. Faraonova žena Asija, in ne njegova hči, je našla Mojzesa, ko je lebdel na Nilu. Prepričala je faraona, da ga je smela obdržati kot sina, saj nista bila blagoslovljena z otroki. Koranski zapis poudarja, da je bilo Mojzesovo poslanstvo povabiti faraona, da sprejme božje sporočilo in da reši Izraelce. Glede na Koran Mojzes opogumlja Izraelce, naj vstopijo v Kanaan, vendar se nočejo spopasti s Kanaanci, saj se bojijo gotovega poraza. Mojzes se odzove s prošnjo Alahu, naj bosta z bratom Aronom ločena od maščevalnih Izraelcev.
Glede na islamsko izročilo je Mojzes pokopan v kraju Nabi Musa v Jerihu.

### Bahajstvo
V bahajstvu je Mojzes manifestacija boga, ki ga dojemajo enako avtentičnega kot tiste, ki so bili poslani v drugih erah. Eden od Mojzesovih vzdevkov v bahajskih svetih besedilih je božji sogovornik. Mojzesa opisujejo kot tistega, ki je tlakoval pot Bahu Ulahu in njegovemu dokončnemu razkritju. Opisujejo ga tudi kot učitelja resnice, čigar učenja so bila v duhu njegovega časa.

## Sedanji čas

### Književnost
V romanu Das Gesetz je Thomas Mann ponovno povedal zgodbo o izhodu iz Egipta. V njej je glavni lik Mojzes. Motiv Mojzesa sta uporabljala tudi Victor Hugo in George Eliot.

### Pri Freudu
Sigmund Freud je v svoji zadnji knjigi Mojzes in monoteizem iz leta 1939 trdil, da je Mojzes pripadal egipčanskemu plemstvu, ki se je priključilo Ehnatonovemu monoteizmu. Sledeč teorijam tedanjih bibličnih kritikov je Freud verjel, da je bil Mojzes umorjen v divjini, kar je privedlo do kolektivnega občutka krivde zaradi umora očeta, ki je bila od nekdaj v središču judovstva. Zapisal je, da je »judovstvo religija očeta, krščanstvo je postalo religija sina.« Morebiten Mojzesov egipčanski izvor in njegova sporočila so dobili precej pozornost strokovnjakov.
Nasprotniki tega pogleda opažajo, da se religija Tore zdi drugačna od atenizma v vsem, razen v središčni značilnosti – posvetitvi enemu bogu, čeprav so temu nasprotovali z več argumenti, na primer s kazanjem podobnosti med Himno sončevemu božanstvu in Psalmom 104. Freudova interpretacija zgodovinskega Mojzesa med zgodovinarji ni dobro sprejeta. Večina jo obravnava kot psevdozgodovino.

### Figurativna umetnost
Mojzes je upodobljen na več vladnih stavbah ZDA, ker je bil zakonodajalec. V kongresni knjižnici stoji Mojzesov kip poleg kipa svetega Pavla. Mojzes je eden od 23 zakonodajalcev, upodobljenih v marmornih nizkih reliefih v sobah Predstavniškega doma na Kapitolu. Drugih 22 figur ima obraze obrnjene proti Mojzesu. Mojzesov portret je edini, ki ima pogled usmerjen naprej.
Mojzes se na rezbarijah, ki obkrožajo strop Velike dvorane Vrhovnega sodišča Združenih držav Amerike (Supreme Court) pojavi osemkrat. Njegov obraz je prisoten skupaj z drugimi figurami kot so Salomon, grški bog Zevs in rimska boginja modrosti Minerva. Na vzhodnem slemenskem čelu zgradbe je upodobljen Mojzes, ki drži 2 plošči, ki predstavljata deset zapovedi in sta izrezljani v hrastova vrata sodne dvorane, na podporni okvir bronastih vrat sodne dvorane in na lesoreze v knjižnici. Kontroverzna slika je tista, ki je naravnost nad glavo vrhovnega sodnika. V središču 40 čevljev dolgega izklesanega španskega marmorja je plošča, ki prikazuje rimske številke od I do X; nekatere številke so delno skrite.

### Michelangelov kip
Mojzes je pogost motiv v likovni umetnosti, bolj znane so upodobitve Michelangela, Rafaela, Rembrandta, Tintoreta. Michelangelov kip Mojzesa je v rimski baziliki svetega Petra v vezeh je eden bolj znanih Mojzesovih kipov.
Rogovi na Mojzesovi glavi so rezultat napačnega prevoda hebrejske biblije v latinsko Vulgato, ki je bila blizu Michelangelu. Hebrejska beseda iz 2. Mojzesove knjige lahko pomeni rog in ožarjenost. Na Ameriškem arheološkem inštitutu so pokazali, da je bil termin uporabljen pri opisovanju Mojzesovega pogovora z Bogom: »Kadar je Mojzes prišel pred GOSPODA, da bi z njim govoril, si je snel zagrinjalo, dokler ni odšel. Potem ko je šel ven, je povedal Izraelovim sinovom, kar mu je bilo zapovedano. In Izraelovi sinovi so videli Mojzesov obraz, kako žari koža Mojzesovega obraza« (2 Mz 34, 34-35). V zgodnji judovski umetnosti je Mojzes pogosto prikazan z žarki, ki so izhajali iz njegove glave.
Drugi avtor razlaga: »Ko je sveti Hieronim prevajal Staro zavezo v latinščino, je mislil, da nihče razen Kristusa ne bi smel sijati z žarki luči – zato je privzel drug prevod. J. Stephen Lang poudarja, da je Hieronimova različica dejansko opisovala Mojzesa, ki je izžareval žarke v obliki rogov in da je nerodno prevedel, da je pomenilo 'imeti rogove.' Prav tako so opazili, da so Mojzesa posedli na prestol, čeprav ni bil kralj in ni bil umeščen na noben prestol.

### Film in televizija
- Mojzesa je upodobil Theodore Roberts v DeMillovem nemem filmu The Ten Commandments (Deset zapovedi) iz leta 1923.
- Mojzes je bil glavni lik istoimenskega filma istega režiserja iz leta 1956. Upodobil ga je Charlton Heston. Televizijska serija je bila posneta leta 2006.
- Burt Lancaster je igral Mojzesa v televizijski miniseriji Moses the Lawgiver.
- Leta 1981 je v filmu History of the World, Part I Mojzesa upodobil Mel Brooks.[106]
- Ben Kingsley je pripovedovalec animiranega filma iz leta 2007 z naslovom The Ten Commandments.
- Mojzes nastopa kot glavi lik v animiranem filmu z naslovom The Prince of Egypt. Glas mu je posodil Val Kilmer.[107]

### Glasba
Motiv Mojzesa sta med drugimi uporabila Gioacchino Rossini v operi Mojzes v Egiptu (Mosè in Egitto) in Arthur Rubinstein.